# Total War
Total War é uma série de jogos para computador desenvolvidos pela desenvolvedora de jogos eletrônicos britânica The Creative Assembly, sendo inicialmente publicada pela Electronic Arts, depois pela Activision e, por fim, pela Sega, desde 2005. A dinâmica destes jogos de estratégia consiste na combinação dos gêneros estratégia por turnos (turn-based strategy - TBS), em um mapa de campanha e estratégia tática, em batalhas em tempo real, estratégia em tempo real (real-time strategy - RTS). A série foi bastante aclamada pela crítica especializada e criou uma grande legião de fãs, principalmente pelos seus gráficos realistas e pela possibilidade de criar inúmeras e diferentes estratégias de combate. Além disso, o controle sobre exércitos gigantescos, que podem passar de cinco mil homens, em oposição ao controlo de cerca de 200 unidades que os jogos de estratégia apresentavam até então, impressionou os jogadores. Além disso, a série apresenta conteúdo histórico, que apesar de ser muito adaptado ao jogo, consegue reproduzir bem os acontecimentos das épocas.
Todos os títulos até então lançados, com exceção às expansões, obtiveram notas superiores a 80 no site Metacritic.

## Tabela dos Títulos da Série Total War
| Título                               | Lançamento | Sistema operacional   | Expansões | Lançamento              |
| ------------------------------------ | ---------- | --------------------- | --- | ----------------------- |
| Shogun: Total War                    | 2000       | Windows               | The Mongol Invasion                                                                                               | 2001                    |
| Medieval: Total War                  | 2002       | Windows               | Viking Invasion                                                                                                   | 2003                    |
| Rome: Total War                      | 2004       | Windows e OS X        | Barbarian Invasion e Alexander                                                                                    | 2005 e 2006             |
| Medieval II: Total War               | 2006       | Windows, Linux e OS X | Kingdoms | 2007                    |
| Empire: Total War                    | 2009       | Windows, Linux e OS X | The Warpath Campaign                                                                                              | 2009                    |
| Napoleon: Total War                  | 2010       | Windows e OS X        | The Peninsular Campaign                                                                                           | 2010                    |
| Total War: Shogun 2                  | 2011       | Windows, Linux e OS X | Rise of the Samurai e Fall of the Samurai                                                                         | 2011 e 2012             |
| Total War: Rome II                   | 2013       | Windows e OS X        | Caesar in Gaul, Hannibal at the Gates, Imperator Augustus, Wrath of Sparta, Empire Divided e Rise of the Republic | 2013, 2014, 2017 e 2018 |
| Total War: Attila                    | 2015       | Windows, Linux e OS X | The Last Roman e Age of Charlemagne                                                                               | 2015                    |
| Total War: Warhammer                 | 2016       | Windows, Linux e OS X | Chaos Warriors, Call of the Beastman, Realm of the Woodelves, Bretonnia e Norsca                                  | 2016 e 2017             |
| Total War: Warhammer II              | 2017       | Windows, Linux e OS X | Mortal Empires, Rise of the Tomb Kings e Curse of the Vampire Coast                                               | 2017 e 2018             |
| Total War Saga: Thrones of Britannia | 2018       | Windows, Linux e OS X | |                         |
| Total War: Three Kingdoms            | 2019       | Windows, Linux e OS X | The Furious Wild, A World Betrayed, Mandate of Heaven, Eight Princes e Yellow Turban Rebelion                     | 2019 e 2020             |
| Total War Saga: Troy                 | 2020       | Windows, Linux e OS X | |                         |
| Total War: Warhammer III             | 2022       | Windows, Linux e OS X | |                         |
| Total War: Pharaoh                   | 2023       | Windows e macOS       | |                         |

## Títulos da Série Total War

### Shogun: Total War
(2000, Electronic Arts) - O jogo foi o precursor da série, sendo lançado em 2000, situa-se no Japão Feudal.  É considerado pelos jogadores como o original e mais puro jogo Total War, com um gosto único, proveniente de seu fundo cultural, que é muito diferente dos demais jogos da série, centrados na popular temática ocidental. No ano de 2011 a Série Total War remonta suas origens, com Shogun 2, a sequência indireta deste aclamado jogo e fundador da série.
- (2001, Electronic Arts) - The Mongol Invasion é uma expansão lançada em 2001, tem sua temática centrada nas Invasões Mongóis. Esta expansão acompanha o jogo original na versão Warlord Edition.

### Medieval: Total War
(2002, Activision) - O jogo situa-se no período da Idade Média ocidental. No modo multiplayer, Medieval é citado pelos fãs, conhecedores da série, como uma das mais completas e balanceadas versões de toda série. Shogun é mais rápido e possivelmente requer mais habilidades por parte do jogador, no entanto, Medieval: Total War adicionou novos elementos apaixonantes às batalhas on-line. Foi o primeiro jogo da série a ter uma sequência, o Medieval II: Total War
- (2003, Activision) - Viking Invasion é uma expansão lançada em 2003, traz uma nova campanha, que explora o período das Invasões Vikings na Inglaterra, e adiciona a possibilidade de se jogar com mais facções no jogo original, entre outras novidades. Foi relançada em 2003, na edição Battle Collection, juntamente com o jogo original.

### Rome: Total War
(2004, Activision) - Rome: Total War foi lançado em 22 de setembro de 2004 e desenvolve-se na época do apogeu, queda e dissolução da República Romana, atravessando ainda um breve período, do ainda novo Império Romano.
- (2005, Sega) - Barbarian Invasion  é a primeira expansão para o aclamado Rome. Lançado em 2005, desenvolve-se, predominantemente, na parte ocidental do mundo romano, a qual chama-se Império Romano do Ocidente, no entanto a parte oriental, chamada de Império Romano do Oriente, também esta presente, entre outros povos do período. A temática desta fantástica expansão é a desagregação do Império Romano, durante as Invasões Bárbaras.

- (2006, Sega) - Alexander é a segunda expansão do Rome, lançada em 2006. Esta sequência é focada no personagem de Alexandre o Grande, da Macedônia, existem quatro novas facções no jogo, sendo que somente é possível jogar macedônios na campanha. Alexander coroou o imenso sucesso do jogo Rome: Total War, sendo a primeira vez na Série Total War, que um jogo recebeu uma segunda expansão.

### Medieval II: Total War
(2006, Sega) - Medieval 2 é a sequência indireta do primeiro Medieval e foi lançado em 2006. Desenvolvido em uma versão melhorada da engine do Rome, este jogo inclui características mais detalhadas e eventos históricos, como o descobrimento do Novo Mundo, as invasões Timúridas e Mongólicas. É o primeiro jogo da série, que acaba com os chamados "exércitos de clones" (soldados com roupa, equipamento e rostos iguais), adicionando um "aleatorizador" de cabeças, troncos e pernas, de modo que as unidades, agora, possuem um visual mais particular.
- (2007, Sega) - Kingdoms é uma expansão para o jogo Medieval II, lançada no segundo semestre de 2007, traz quatro novas campanhas. Americas que trata sobre as guerras de invasão e conquista das Américas pelos europeus. Teutonic sobre a guerra entre cristãos e pagãos, no norte da Europa. Britannia mostrando a disputa pelo controle das Ilhas Britânicas, de forma semelhante como fora abordada na expansão para o primeiro Medieval, Viking Invasion. Por fim, o Crusaders mostrando a guerra pela Terra Santa entre cristãos e muçulmanos.

### Empire: Total War
(2009, Sega) - Empire foi anunciado em 22 de agosto de 2007 pela Sega, sendo que o jogo esteve sendo, secretamente desenvolvido, desde o lançamento do Barbarian Invasion. O jogo é ambientado no século XVIII e inclui novidades, tais como, a Revolução Industrial, a luta pela Independência dos Estados Unidos e a Colonização da Índia. Pela primeira vez em um jogo Total War, os jogadores têm a possibilidade de jogar batalhas navais em tempo real em 3D. Também uma característica que havia sido desenvolvido no jogo, foi a descentralização das províncias, adicionando maior realismo, na medida em que muitos recursos, desde a produção ao avanço tecnológico, agora ocorrem fora da capital da província. Empire: Total War foi lançado em 03 de março de 2009 na América do Norte e 4 de março na Europa.
- (2009, Sega) - The Warpath Campaign é um pacote de expansão, para download, lançado em outubro de 2009. Warpath se passa nas Américas, onde você pode controlar uma das cinco diferentes nações americanas nativas. Enquanto o jogo foi aclamado pela crítica, devido à sua jogabilidade inovadora, ele têm sido objeto, por muitos críticos e fãs, da maior parte das críticas da Série Total War, devido a uma série de erros pós lançamento, que necessitaram de inúmeros patchs para serem sanados, além de diferenças críticas na jogabilidade, em relação aos jogos anteriores da série. Este jogo foi o primeiro da série a utilizar o Steam, formando uma parceria de distribuição, aplicação automática de correções e novos lançamentos, bem como de combate a pirataria.

### Napoleon: Total War
(2010, Sega) - Napoleon foi lançado na América do Norte em 23 de fevereiro de 2010, e na Europa em 26 de fevereiro do mesmo ano. O jogo centra-se na política e grandes campanhas militares durante as guerras revolucionárias francesas, no final do século XVIII, e durante as guerras napoleônicas, no início do século XIX. Napoleon foi lançado com várias edições: a Standard Edition (assim como uma edição limitada da Standard Edition), Imperial Edition, e a Emperor's Edition (disponível na Austrália e Nova Zelândia apenas). Os jogadores assumem o papel de Napoleão Bonaparte, ou um de seus principais rivais, em um mapa de campanha baseado em turnos, ao mesmo tempo em que se envolvem em batalhas em tempo real. Tal como acontece com o seu antecessor, Empire: Total War, que incluía uma campanha especial, com enredo centrado nos Estados Unidos, Napoleon apresenta duas campanhas separadas, a primeira centrada nas campanhas de Napoleão na Itália e Egito e outra centrada nas campanhas europeias, sendo estas análogas a "grande campanha", na qual o jogador pode jogar com França, Grã-Bretanha, Áustria, Prússia e Rússia (as cinco grandes potências durante aquela época).
- (2010, Sega) - The Peninsular Campaign é uma campanha para download que foi lançada em 25 de junho de 2010. É considerada pelos fãs da série como uma expansão do Napoleon.

### Total War: Shogun 2
(2011, Sega) - Em 2 de junho de 2010, The Creative Assembly divulgou um prévia completa do Total War: Shogun 2, a mais recente adição da Série Total War. Como uma sequência indireta do primeiro jogo da série, Shogun: Total War, o novo Shogun se passa no Japão século XVI, no época feudal do Japão, no período conhecido como Shogunato. O novo motor de jogo de batalha suportará até 56 mil soldados em uma única batalha, tornando os combates significativamente maiores do que no Napoleon, o jogo anterior da série. Shogun 2 é também o primeiro jogo da série a contar com o nome da franquia aparecendo como o primeiro título, em um esforço para aumentar a notoriedade da marca. A data de lançamento de do jogo será em 15 de março de 2011.
- (2012, Sega) - Total War: Shogun 2: Fall of the Samurai é uma expansão standalone para Total War: Shogun 2 lançada em 23 de março de 2012. O jogo explora o conflito entre o trono imperial e o último shogunato, no Japão do século XIV, 300 anos após os acontecimentos do jogo original,[7] em um choque entre a cultura tradicional dos Samurais com o poder dos armamentos modernos. Há seis novos clãs jogáveis, apoiando, tanto o trono imperial, como o Shogunato Tokugawa. Também retratados em um papel limitado, estão presentes a Grã-Bretanha, Estados Unidos e França. Existem novos recursos estratégicos no mapa de campanha, como as interações entre as unidades de mar e terra, que incluem a capacidade de  fornecer apoio de fogo por meio de barragens de artilharia, bombardeio naval no litoral e artilharia costeiras nos portos, que têm como alvo os navios inimigos. Os exércitos e cidades localizados em áreas costeiras, adjacentes ao mapa de campanha, podem agora ser atingidos pelo bombardeio naval de algum navio ou frota próximos. Outros novos recursos são redes ferroviárias, navios de guerra encouraçados, mecânica de batalhas de cerco, com torres de defesas atualizáveis, cada uma com sua especialidade, tipos de agentes novos, a capacidade de controlar dois exércitos no mapa de batalha ao mesmo tempo, uma visão de atirador em terceira pessoa, metraladora Gatling, canhões, e uma revisão do modo multiplayer.

### Total War: Rome II
(2013, Sega) - Em 2 de Julho de 2012, The Creative Assembly anunciou Total War: Rome II, como a edição seguinte da série Total War. Foi confirmado que o trabalho começou durante o desenvolvimento do título anterior Total War: Shogun 2. The Creative Assembly anunciou que o jogo terá um mapa maior do que seu antecessor, Rome: Total War, confirmou, ainda, que este mapa vai "ir mais para o leste", além de que o jogo irá possuir muitas novas características e que terá uma nova câmera de batalha, permitindo ao jogador ver o combate de quase todos os ângulos. É também conhecido que o jogo foi desenvolvido utilizando um novo sistema de programação, que lhe permitirá alcançar uma qualidade gráfica nunca antes vista na série Total War. Um trailer "live-action" foi lançado no IGN, também em 2 de Julho, que apresenta diferentes cenas de um filme, todos relacionados com a proposta do tema "Até que ponto você irá por Roma?". Foi lançado oficialmente em 3 de Setembro de 2013.
Apesar de ter sido um sucesso de público e crítica, Rome II foi motivo de controvérsia. Seu lançamento foi atrapalhado por maciços bugs no jogo e outros problemas técnicos que só foram consertados com inúmeros patchs.

### Total War: Attila
(2015, Sega) - Em setembro de 2014, foi anunciado mais um Total War durante a Eurogamer Expo de Londres, o Total War: Attila. Ele foi lançado em 17 de fevereiro de 2015 e foi bem aceito pela crítica.

### Total War: Warhammer
(2016, Sega) - Em 22 de junho de 2015, The Creative Assembly anunciou Total War: Warhammer durante a E3 de 2015. E foi lançado em 24 de maio de 2016

### Total War: Warhammer II
(2017, Sega) - Em 31 de março de 2017, The Creative Assembly anunciou Total War: Warhammer II. E foi lançado em 28 de setembro de 2017.

### Total War Saga: Thrones of Britannia
(2018, Sega) - Anunciado em 14 de Novembro de 2017 e com lançamento em 3 de maio de 2018.

### Total War: Three Kingdoms
(2018, Sega) - Anunciado em 10 de Janeiro de 2018, e com lançamento em 23 de maio de 2019.

### Total War Saga: Troy
(2020, Sega) - Anunciado em 20 de setembro de 2019 com lançamento para o dia 13 de agosto de 2020.

### Total War: Warhammer III
(2021, Sega) - Anunciado em 3 de fevereiro de 2021 com um trailer mostrando uma batalha entre as facções Kislev (primeira vez que a facção se tornará jogável) e Chaos, o jogo será o último no mundo de Warhammer completando a trilogia de jogos. O lançamento é previsto para acontecer em 2021 ainda sem uma data específica.